# قدح مریم جاوه‌ای
قدح مریم جاوه‌ای (نام علمی: Hydrocotyle javanica) نام یک گونه از سرده آب بشقاب است.